# Языки Индонезии
Языки Индонезии отличаются большим разнообразием. В общей сложности, жители Индонезии говорят более чем на 700 языках. И по количеству языков, и по количеству их носителей доминирует австронезийская семья. Также распространены папуасские языки. Официальным языком является индонезийский, представляющий собой модифицированную версию малайского, используемый в качестве языка межнационального общения, в дело- и судопроизводстве, официальных документах, торговле и т. д. В то же время значительная часть индонезийцев продолжает пользоваться своими родными языками и наречиями, самый большой из которых по числу носителей — яванский. Ряд индонезийцев, проживающих в городах, изучают в школах английский язык в качестве иностранного.
На протяжении долгого времени Индонезия была голландской колонией, что отразилось в большом количестве заимствований в индонезийском языке из голландского; также заимствования есть из португальского, арабского и других языков.

## Языки по числу говорящих на них

Этно-лингвистические группы Индонезии.

| Язык                                  | Число носителей, млн. | Год             | Зона распространения                                                          |
| ------------------------------------- | --------------------- | --------------- | ----------------------------------------------------------------------------- |
| Индонезийский/Малайский               | 210                   | 2010            | Вся страна                                                                    |
| Яванский                              | 84,3                  | 2000 (перепись) | Северный Бантен, север Западной Явы, Джокьякарта, Центральная и Восточная Ява |
| Сунданский                            | 34,0                  | 2000 (перепись) | Западная Ява, Бантен                                                          |
| Мадурский                             | 13,6                  | 2000 (перепись) | Мадура (Восточная Ява)                                                        |
| Минангкабау                           | 5,5                   | 2007            | Западная Суматра                                                              |
| Бетави                                | 5                     | 2000            | Джакарта                                                                      |
| Бугийский                             | 3,5                   | 1991            | Южный Сулавеси                                                                |
| Банджарский                           | 3,5                   | 2000 (перепись) | Южный, Восточный и Центральный Калимантан                                     |
| Ачехский                              | 3,5                   | 2000 (перепись) | Ачех                                                                          |
| Балийский                             | 3,3                   | 2000 (перепись) | Бали и Ломбок                                                                 |
| Муси (палембангский)                  | 3,1                   | 2000 (перепись) | Южная Суматра                                                                 |
| Сасакский                             | 2,1                   | 1989            | Ломбок (Западные Малые Зондские острова)                                      |
| Тоба                                  | 2,0                   | 1991            | Северная Суматра                                                              |
| Макасарский                           | 1,6                   | 1989            | Южный Сулавеси                                                                |
| Даири                                 | 1,2                   | 1991            | Северная Суматра                                                              |
| Сималунгун                            | 1,2                   | 2000 (перепись) | Северная Суматра                                                              |
| Мандайлинг                            | 1,1                   | 2000 (перепись) | Северная Суматра                                                              |
| Джамби                                | 1,0                   | 2000 (перепись) | Джамби                                                                        |
| Горонтало                             | 0,9                   | 1989            | Горонтало                                                                     |
| Нгаджу                                | 0,9                   | 2003            | Южный Калимантан                                                              |
| Лампунгский (апи)                     | 0,8                   | 2000 (перепись) | Лампунг                                                                       |
| Ниасский                              | 0,8                   | 2000 (перепись) | Ниас, Северная Суматра                                                        |
| Ангкола                               | 0,7                   | 1991            | Северная Суматра                                                              |
| Северо-молуккский малайский язык      | 0,7                   | 2001            | Северное Малуку                                                               |
| Южноминьский диалект китайского языка | 0,7                   | 1982            | Северная Суматра, острова Риау и Западный Калимантан                          |
| Тораджа-садан                         | 0,7                   | 2000            | Южный Сулавеси, Юго-Восточный Сулавеси                                        |
| Уаб-мето                              | 0,7                   | 2009            | Западный Тимор (Восточные Малые Зондские острова)                             |
| Хакка (диалект китайского)            | 0,6                   | 1982            | Банка-Белитунг, острова Риау и Западный Калимантан                            |
| Каро                                  | 0,6                   | 1991            | Северная Суматра                                                              |
| Бима                                  | 0,5                   | 1989            | Сумбава (Западные Малые Зондские острова)                                     |
| Мангарайский                          | 0,5                   | 1989            | Флорес (Восточные Малые Зондские острова)                                     |
| Комеринг                              | 0,5                   | 2000 (перепись) | Южная Суматра                                                                 |
| Тетум                                 | 0,4                   | 2004            | Западный Тимор (Восточные Малые Зондские острова)                             |
| Реджанг                               | 0,4                   | 2000 (перепись) | Бенкулу                                                                       |
| Муна                                  | 0,3                   | 1989            | Юго-Восточный Сулавеси                                                        |
| Сумбава                               | 0,3                   | 1989            | Сумбава (Западные Малые Зондские острова)                                     |
| Банка                                 | 0,3                   | 2000 (перепись) | Банка (Банка-Белитунг)                                                        |
| Осинг                                 | 0,3                   | 2000 (перепись) | Восточная Ява                                                                 |
| Гайо                                  | 0,3                   | 2000 (перепись) | Ачех                                                                          |
| Языки бунгку-толаки                   | 0,5                   | 2000            | Юго-Восточный Сулавеси                                                        |
| Левотоби                              | 0,3                   | 2000            | Флорес (Восточные Малые Зондские острова)                                     |
| Таэ                                   | 0,3                   | 1992            | Южный Сулавеси                                                                |
| Болаанг-монгондоу                     | 0,2                   | 2000            | Северный Сулавеси                                                             |
| Амбонский                             | 0,2                   | 1987            | Молуккские острова                                                            |

## Языковые семьи

### Австронезийская семья
Самая обширная и многочисленная языковая общность в Индонезии. Все языки Индонезии, относящиеся к этой семье, входят в наиболее многочисленную, малайско-полинезийскую ветвь. На языках этой ветви также говорят на огромных просторах, включая Мадагаскар, Малайзию, Филиппины и острова Океании.

#### Индо-меланезийские языки

##### Ядерные малайско-полинезийские языки
Весьма многочисленная языковая общность (на территории Индонезии представлена сундско-сулавесийской группой), включает в себя:
- западнозондские языки
  - яванский язык (распространён в основном на Яве, но также и в других регионах Индонезии, а также за её пределами; на первом месте в стране по численности говорящих)
  - лампунгский (Лампунг, Южная Суматра, Бантен)
  - реджангский (Бенкулу)
  - малайско-чамская ветвь
    - индонезийский/малайский (вся страна)
    - ачехский (Ачех)
    - минангкабау (Западная Суматра)
    - банджарский (юг, восток и центра Калимантана)
    - муси
    - бетави
    - джамби

  - сунданский (Западная Ява, Джакарта, Бантен)
  - мадурский (Мадура, Бавеан)
  - бали-сасакская ветвь:
    - балийский (о. Бали)
    - сасакский (Ломбок на Западных Малых Зондских островах)
    - сумбава

  - раннесуматранская ветвь (север и запад Суматры и прилегающие острова, в том числе, Ниас)
    - батакские языки (ангкола, даири, каро, тоба и др.)
    - ниасский и сималурский языки
    - энгано (о. Энгано)
    - ментавайский (о-ва Ментавай)
    - гайо

  - малайско-даякские языки
    - ибанский язык
    - кендаян, кенинджал
- сулавесийские языки
  - северо-восток Сулавеси (обычно включается в состав филиппинских языков)➤
    - сангир-минихасская ветвь
      - сангирская группа: сангирский, сангил, талауд, бантик, ратахан (бентенан)
      - минихасская группа: тонсеа, тондано, томбулу, тонтембоан, тонсаванг

    - монгондоу-горонтальская ветвь
      - горонтальская группа: бинтауна, каидипанг, боланго, сувава, горонтало
      - монгондоуская группа: поносакан, монгондоу, лолак
      - буол

  - собственно сулавесийская зона
    - салуанско-банггайская ветвь (восток Сулавеси)
      - банггаи
      - салуанский, андио, балантакский

    - ветвь бунгку(-мори)-толаки: бунгку, моронене, кулисусу, вавонии, корони, бахонсуаи, мори-атас, падое, томадино, мори-бавах, талоки, лалаки, рахамбуу, кодеоха, вару
    - каили-памонская ветвь: барас, линду, да’а-каили, ледо-каили, мома, ума, саруду, топоийо, седоа, памона, бесоа, бада, рампи, напу, томбелала
    - ветвь томини(-толитоли): болано, дампал, дампеласа, дондо, лаудже, петапа, касимбар, толитоли, томини, пендау
    - южносулавесийская ветвь
      - бугийская группа: бугийский, чампалагианский; мбалох (по данным лексикостатистики, входит в малайско-чамскую ветвь западнозондской зоны)
      - лемолангский
      - макасарская группа: бентонгский, горный коджо, прибрежный коджо, макасарский, салаярский
      - северная группа: мамуджу, мандар, малимпунг, дури (масенремпулу), энреканг, аралле-табулахан, дакка, паннеи, бамбам, улуманда, калумпанг, мамаса, таэ, тораджа-садан, талондо, маива
      - группа секо: панасуан, секо-тенгах, суко-панданг, будонг-будонг

    - ветвь воту-волио: калао, лайоло, камару, волио, воту
    - муна-бутунгская (муна-бутонская) ветвь
      - бутунгская (бутонская) группа (несколько районов на юго-востоке о. Бутунг): чиа-чиа (южнобутунгский язык), ласалиму, кумбеваха
      - мунанская группа: бусоа, лиабуку, муна, лавеле, киоко, каимбулава
      - туканг-беси, бонерате

##### Калимантанские языки
К ним относятся языки острова Борнео (Калимантан), значительная часть которого принадлежит Индонезии, а также язык мальгашей, жителей острова Мадагаскар.
- языки барито[англ.]
  - западная группа
    - северная подгруппа: дохой (отданум), сианг, кохин (серуян)
    - южная подгруппа: бакумпай, катинган, кахаян, нгаджу

  - восточная группа
    - центрально-южная подгруппа: дусун, дусун-дея, дусун-маланг, дусун-виту, мааньян, паку
    - северная подгруппа: лаванган, тавоян
- дайские языки
  - ленгилу, келабит
  - мурутские языки[англ.]
  - букитанский язык[англ.]
  - кеньях[англ.]
- каян-мурикские языки[англ.]: мурикский язык
  - бахау
  - моданг
  - пунан-каянская группа

#### Филиппинские языки
Большинство носителей данных языков проживают, как указывает название группы, на Филиппинах. Однако языки южной части ареала данной группы имеют распространение в Индонезии, на острове Сулавеси.
- сангирские языки[англ.]
- минахасские языки[англ.]
- языки горонтало-монгондоу[англ.]: горонтало, болаанг-монгондоу

### Западнопапуасские языки
Все языки данной филы папуасских языков распространены на территории Индонезии.
- кебарские языки
  - мпур язык
- северохальмахерские языки
  - северные
    - галела-лолодские языки
      - галела язык
      - лаба язык
      - лолода язык

    - као-риверские языки
      - као язык
      - модоле язык
      - пагу язык

    - шаруйские языки
      - вайоли язык
      - гамконора язык
      - ибу язык
      - саху язык

    - тобарские языки
      - табару язык

    - тобельские языки
      - тобело язык
      - тугутиль язык

    - западно-макианские языки
      - западно-макианский язык
- южные
  - тернате язык
  - тидоре язык
- хаттамские языки
  - хатам язык
- языки полуострова Чендравасих
  - языки севера и центра полуострова Чендравасих
    - языки севера полуострова Чендравасих
      - абун язык

    - языки центра полуострова Чендравасих
      - маи-брат язык
      - карон-дори язык

  - языки запада полуострова Чендравасих
    - техит
    - калабра
    - мораид
    - мои
    - сегет

Есть и другая классификация.

### Трансновогвинейские языки
Ещё одна фила папуасских языков. На данных языках говорят на островах Новая Гвинея, Тимор и других:
- языки дани
- асмат-каморо
- маива и т. д.

## Письменные системы
Различные языки Индонезии традиционно использовали виды письма, приобретённые вместе с религиозными и культурными заимствованиями. Так, малайский язык в разные эпохи пользовался индийским, арабским и латинским письмом. Яванский язык использовал первоначально деванагари и грантха, на основе которых возникла местная письменность — яванское письмо и кави, а также пегон на основе арабицы. В настоящее время яванский язык передаётся на письме латинской графикой. Китайские же иероглифы в Индонезии никогда не использовались, хотя известны записи индонезийских географических названий, личных имён и названий товаров иероглифами, выполненные при китайском императорском дворе. Используются также такие виды письма, как бугийское (бугийский, мандарский и макассарский языки), реджангское, балийское письмо. Ранее использовались также сунданское и батакское письмо, но ныне сфера их применения ограничена только религиозными или декоративными целями.
Современный индонезийский язык пользуется латиницей.